# نبيل سعدو
نبيل سعدو (7 مارس 1990 في الجزائر - ) هو لاعب كرة قدم جزائري في مركز الدفاع.

## وصلات خارجية
- نبيل سعدو على موقع قاعدة بيانات كرة القدم.إي يو (الإنجليزية)
- نبيل سعدو على موقع Soccerway.com (الإنجليزية)
- نبيل سعدو على موقع عالم كرة القدم.نت (الإنجليزية)